# Departamento de Investigación Especial
El Departamento de Investigación Especial (DIE) es un agencia ficticia del gobierno de los Estados Unidos, que constituye un escenario donde se desarrolla el universo de ficción en la serie de televisión Alias. El DIE se da a conocer en la primera temporada de la serie, en el episodio La profecía.

## Características
El DIE es una división de la Agencia de Seguridad Nacional (NSA). Creado durante la Segunda Guerra Mundial, el DIE investigó el interés Nazi en el ocultísmo. Después de la guerra una orden ejecutiva le otorgó poderes especiales para investigar elementos "ajenos a la ciencia" (Parapsicología, visiones paranormales) y todo tipo de ciencias ocultas y paranormales.
El doctor Carson Evans dirigió personalmente el equipo que investigó  a Sydney Bristow después del descubrimiento de un manuscrito de Rambaldi que, en su página 47, tiene una imagen de una mujer con un parecido casi perfecto a Sydney e identificado como "La Elegida". La página contenía una profecía que decía -"la mujer aquí representada poseerá marcas no visibles, signos de que será ella quien producirá mis obras, rodeándolas de furia, de una ira ardiente y si nadie lo impide, esa mujer a expensas del vulgo, convertirá el mayor poder en total desolación". 
El DIE admitió una serie de pruebas, tras ser verificadas, tres anomalías físicas mencionadas por Rambaldi, la secuencia de ADN, el nivel de plaquetas y el tamaño del corazón, Sydney reunía las tres anomalías. Con Sydney al parecer confirmada como La Elegida de Rambaldi, el DIE con arreglo a la directriz 81-a puso a Sydney bajo custodia del gobierno federal. Ayudada por Jack Bristow, Eric Weiss y Michael Vaughn, Sydney se escapó y viajó a Italia. Otra parte de la profecía decía sobre la Elegida -"esa mujer sin pretenderlo causara su efecto al no haber visto jamás la belleza de mi cielo tras el monte Subasio, tal vez una sola mirada habría sofocado su fuego" Sydney subió monte Subasio, ya que el DIE y el FBI se tomaban la profecía al pie de la letra, si Sydney había visto el monte Subasio, ella no podría ser la Elegida.
En la tercera temporada, se descubre que el DIE tiene una base secreta de almacenaje en el desierto Nevada llamada Proyecto Agujero Negro. También es revelado que el antiguo destacamento de fuerzas Conjunto en la segunda temporada y el FBI asistente Director Kendall no eran del FBI sino del DIE. Marcus Dixon visitó el Proyecto Agujero Negro en el episodio Tomados como un pretexto para facilitar la entrada de Sydney en el complejo para poder robar un artefacto Rambaldi.
En la cuarta temporada, Arvin Sloane visita el DIE para investigar material de Rambaldi en un esfuerzo para distinguir los proyectos del hombre que lo imita. Más tarde, el Proyecte Agujero Negro fue atacado y objetivo de un robo orquestado por Elena Derevko para poder obtener los artefactos de Rambaldi en posesión del DIE y así poder poner en práctica su juego final, un acto genocida predicho por Rambaldi, conocido como Il Diluvio ("El Diluvio"). El DIE envió un equipo a Sovogda, Rusia, el sitio escogido por Elena, pero el equipo fue interceptado y muertos todos sus intengrantes.